# Le Jardin secret des Bushmen
Pour plus de détails, voir Fiche technique et Distribution.
Le Jardin secret des Bushmen (titre original Bushman's Secret: one cactus stands between hope and hunger) est un film documentaire sud-africain réalisé en 2006 par Rehad Desai. Tourné dans les spectaculaires paysages du désert du Kalahari, entrecoupé d'interviews, le film est centré sur les Bushmen, un peuple autochtone de chasseurs-cueilleurs d'Afrique australe, dont le mode de vie – qualifié par le président du Botswana Seretse Ian Khama de « fantaisie archaïque » – est aujourd'hui profondément transformé par la modernité et la mondialisation.
Dans ce film, la problématique générale de cette population menacée est illustrée par un enjeu particulier qui a défrayé l'actualité, puis inspiré de multiples publications dans les années 2000, celui d'une sorte de cactus, le Hoodia gordonii, utilisé de longue date par la médecine traditionnelle locale et dont l'exploitation est convoitée par une puissante multinationale. Le Jardin secret des Bushmen a eu le mérite d'attirer l'attention générale sur cette polémique.
Une partie du grand public avait découvert les Bushmen au début des années 1980 à travers le succès planétaire de la comédie Les dieux sont tombés sur la tête, sa suite et quelques autres fictions. Le Jardin secret des Bushmen en revanche n'est pas un film de divertissement, mais un film documentaire, donc à vocation plus informative et didactique. Malgré certaines réserves concernant des longueurs ou des effets visuels un peu appuyés, cet objectif a été atteint, puisque ce film, distribué en vidéo principalement par Documentary Educational Resources (DER), sert de support à nombre de débats à la télévision, en milieu scolaire, universitaire ou associatif.

## Synopsis
Jan, guérisseur traditionnel des Bushmen de la tribu des Komani du Kalahari, détient un savoir remarquable des bienfaits procurés par les plantes. Malgré son extrême pauvreté, il continue de prodiguer des soins à tous, tout en demeurant en symbiose avec la nature. Tâche difficile, car les Bushmen parqués depuis la colonisation ont perdu toute source de revenus.
L’espoir d’une vie meilleure se dessine grâce à l’exploitation sur leurs terres d'une espèce de plante succulente, le Hoodia gordonii. La multinationale Unilever a en effet jeté son dévolu sur cette plante aux multiples vertus curatives, mais surtout amincissantes.
Deux ombres se dressent pourtant : la surexploitation de cette plante utilisée depuis des générations par les Bushmen risque de la faire disparaître ; d’un autre côté, si aucune somme n’est reversée aux Komani, ce peuple est voué à l’extinction.

## Fiche technique
- Titre : Bushman's Secret: one cactus stands between hope and hunger
- Pays :  Afrique du Sud
- Réalisateur : Rehad Desai
- Pays :  Afrique du Sud
- Langue : anglais
- Durée : 65 minutes
- Année : 2006
- Genre : documentaire
- Production : Productions Uhuru

## Contexte de production
Confrontés à un environnement aride, les San connaissaient « depuis des temps immémoriaux », les vertus d'une plante, localement désignée sous le nom de « xhoba » (Hoodia gordonii), et l'utilisaient pour éviter de ressentir la faim lors de leurs longues expéditions de chasse à travers de vastes étendues désertiques. Au début des années 1960, les capacités d'endurance des San lors de conflits armés sont remarquées par un organisme de recherche gouvernemental qui s'intéresse aux propriétés médicinales du Hoodia, identifie son composant bioactif, puis dépose un brevet en 1996. Le laboratoire britannique Phytopharm en obtient les droits avant de les revendre à Pfizer. Les San ont vent de l'affaire, apprenant par la même occasion que leur peuple, à l'origine de la découverte, a été déclaré « disparu » (extinct) par Phytopharm. Leur avocat considère qu'ils sont manifestement victimes de biopiraterie. Une action est engagée pour affirmer les droits des San à la propriété intellectuelle sur un brevet dont les retombées s'annoncent particulièrement lucratives. Un accord est finalement signé en 2003, permettant aux San de toucher 6 % des royalties. La controverse se poursuit néanmoins, car cette affaire soulève la question de l'exploitation commerciale du savoir indigène. Par ailleurs, la synthèse du produit s'avérant trop délicate à mener, Pfizer se retire, mais d'autres sociétés s'engouffrent dans la brèche. L'une d'entre elles n'hésite pas à commercialiser un supplément alimentaire sous le nom de « Bushman's Secret » – le titre du futur film de Desai. Ce produit ne contient aucune trace de Hoodia. L'obsession de la minceur en Occident laisse en effet espérer de substantiels profits pour ces pilules coupe-faim et certains imaginent déjà, « à Londres ou à New York, des cafés Hoodia qui serviraient des salades de cactus et transformeraient les Bushmen du Kalahari en milliardaires ».
La saga du Hoodia, émaillée de multiples rebondissements, se poursuivra longtemps après la sortie du film en 2006. Au moment du tournage, Rehad Desai est directement confronté à l'actualité. Voyageant dans le Kalahari pour étudier le savoir traditionnel des San, il rencontre Jan van der Westerhuizen, l'un des derniers guérisseurs traditionnels des Khomani San, dont il fait le personnage central du film.

## Distribution
Comme la plupart des films documentaires, Bushman's Secret n'est pas projeté en salles. Il est présenté à la télévision et surtout diffusé en vidéo.
En France, il est montré pour la première fois à la télévision le 3 octobre 2006 par la chaîne Arte, dans le cadre d'une soirée thématique « Phytothérapie : guérir en douceur », et simultanément en Allemagne sous le titre Das Geheimis der Buschleute. Le film continue d'être distribué et, en Finlande par exemple, la radio-télévision publique nationale (Yle) l'a programmé le 3 octobre 2012 sous le titre Busmannin salaisuus.

## Récompenses et distinctions
Le film a été présenté dans de nombreux festivals et plusieurs fois distingué.
En 2006, il est primé au Apollo Film Festival, l'équivalent sud-africain du Festival du film de Sundance aux États-Unis. En 2007 il remporte le Silver Dhow au Festival international du film de Zanzibar (en) (ZIFF), événement culturel tourné vers l'Afrique, l'Inde, les États du Golfe et les îles de l'océan Indien, comparable au Festival panafricain du cinéma et de la télévision de Ouagadougou (FESPACO) en Afrique de l'Ouest. La même année il fait l'objet d'une mention spéciale au Festival international du film de Durban (DIFF) et reçoit le Jury Prize for Documentary au Amazonas Film Festival de Manaus (Brésil).

## Critiques
Le film ne doit pas sa notoriété principalement à ses qualités cinématographiques, plutôt aux thèmes qu'il aborde. Néanmoins quelques critiques portent également sur le fond. En effet la littérature, puis le cinéma ont déjà pérennisé la représentation figée d'une société primitive, étroitement unie à la terre et à la nature. Grand succès populaire, Les Dieux sont tombés sur la tête (1980) y a contribué à sa manière. Plus près de nous, parmi d'autres films documentaires, Le Jardin secret des Bushmen propose à son tour une vision quasi mystique des San, tout en dénonçant la cupidité des multinationales. Une contradiction apparaît alors entre la voix off et les interviews qui soulignent le changement en marche, le bouleversement de la vie quotidienne et la perte d'identité, et d'autre part les effets visuels qui tendent à perpétuer la vision romantique d'un peuple hors du temps, en symbiose avec la terre, les plantes, les animaux[réf. nécessaire].